# エイディン・スマグロフ
エイディン・スマグロフ（ロシア語: Айдин Смагулов、英: Aidyn Smagulov、1976年12月1日 - ）は、キルギスタンの柔道選手。カザフスタンのオスケメン出身。階級は60kg級。身長161cm。

## 人物
1996年の世界ジュニア60kg級で7位となった。2000年のアジア選手権で2位になると、2000年シドニーオリンピックでは銅メダルを獲得した。2001年のアジア選手権と2002年のアジア大会では、それぞれ5位と振るわなかった。

## 主な戦績
- 1996年 - 世界ジュニア　7位
- 1997年 - ロシア国際　3位
- 2000年 - アジア選手権　2位
- 2000年 - シドニーオリンピック　3位
- 2001年 - アジア選手権　5位
- 2002年 - アジア大会　5位